# Leptotarsus halteratus
Leptotarsus halteratus là một loài ruồi trong họ Ruồi hạc (Tipulidae). Chúng phân bố ở miền Australasia.